# مانایی
قابلیت و توانایی زنده ماندن یا تداوم حیات را مانایی  می‌گویند. این اصطلاح در کاربردهای گوناگون معنای خاص تری دارد.

## مهندسی
در مهندسی، مانایی به توانایی کمی یک سامانه، زیرسامانه، تجهیزات، فرآیند یا رویه برای ادامهٔ عملکرد در یک اختلال طبیعی یا در یک ساختهٔ دست بشر می گویند. به عنوان مثال ضربان الکترومغناطیسی هسته ای حاصل از انفجار یک جنگ‌افزار هسته‌ای.

## نظامی

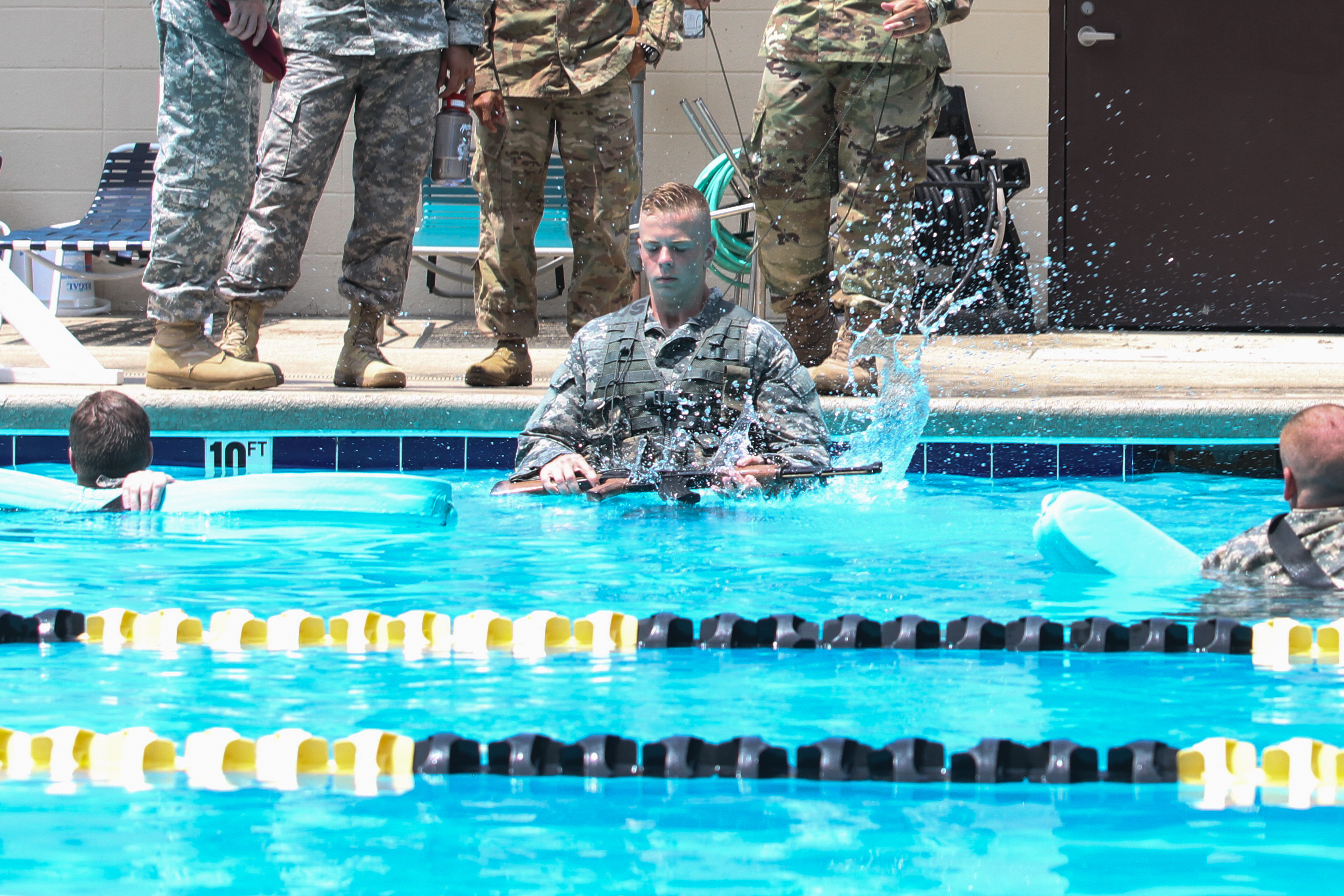
چترباز در حین آموزش زنده ماندن در آب

در علوم نظامی بنا بر تعریف، به وضعیتی که در آن هم‌زمان با حفاظت از کارکنان و سلاح‌ها و تجهیزات، به ایستادگی در برابر دشمن و فریب او می‌پردازند، مانایی گفته می‌شود.

## زیست محیطی

میزان ماناییِ بالقوهٔ انسان در طول آخرین بیشینه یخچالی در طی آخرین عصر یخبندان

در بوم‌شناسی پس از بروز رخدادهای زیان‌بار مانند سیل، آتش‌سوزی، بیماری، جنگ، یا تغییر آب و هوا برخی از گونه‌های گیاهان، جانوران، و اَشکال زیست بومی احتمالاً بخت و توان بیشتری برای زنده ماندن دارند که به این توان، مانایی گفته می‌شود.

## شبکه
بقای شبکه به توانایی یک سیستم برای انجام ماموریت خود در زمان مناسب در صورت وجود تهدیدهایی مانند حملات یا بلایای طبیعی در مقیاس بزرگ گفته می شود. بقا زیر مجموعه ای از انعطاف پذیری است. 

## پایگاه داده
مانایی در پایگاه‌داده به مجموعه‌ای از ویژگی‌ها گفته می‌شود که قابلیت اعتماد به تراکنش‌ها را تضمین می‌کند. 